# Paleis van de graaf van Vlaanderen

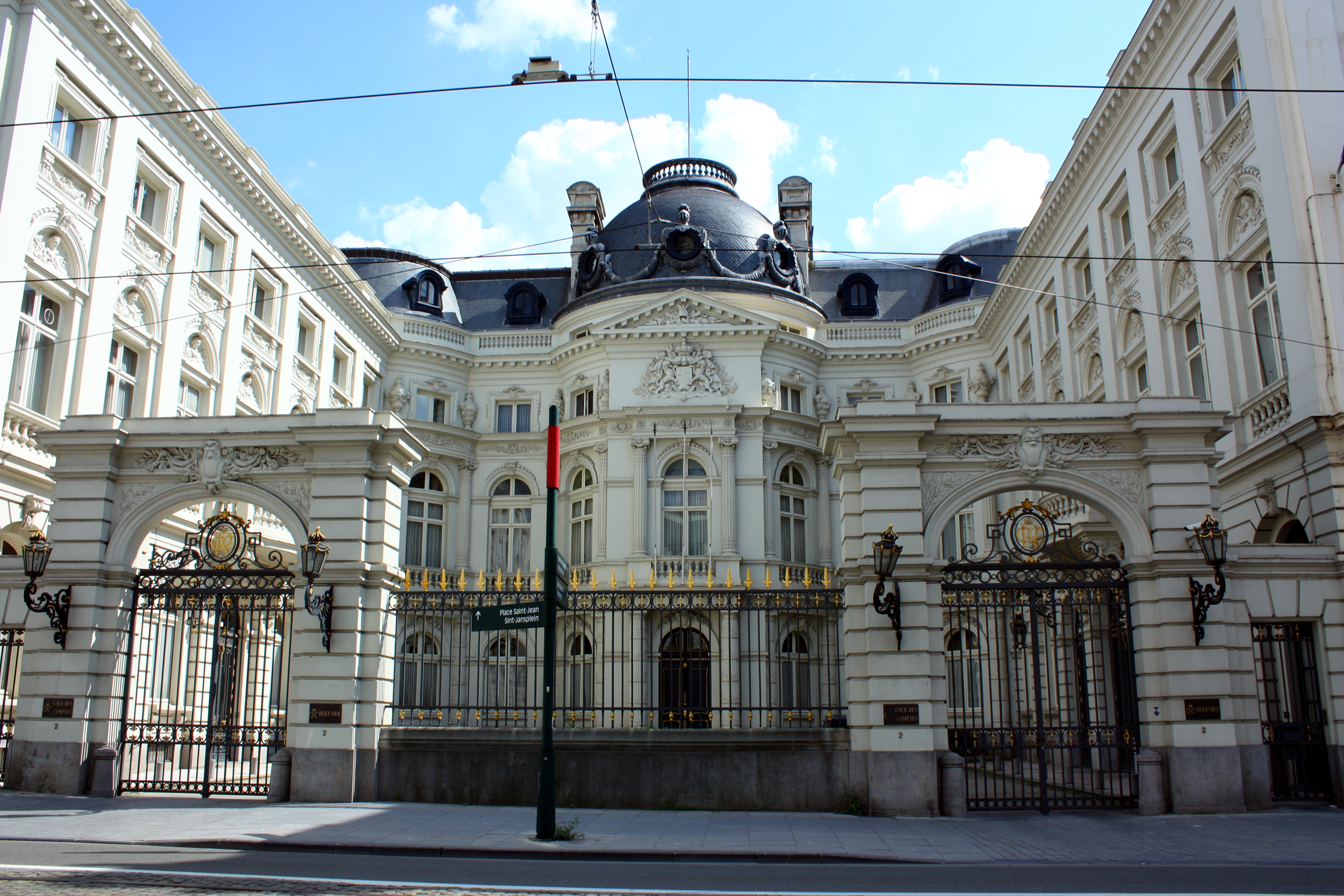
Staatsieplein aan de Regentschapsstraat

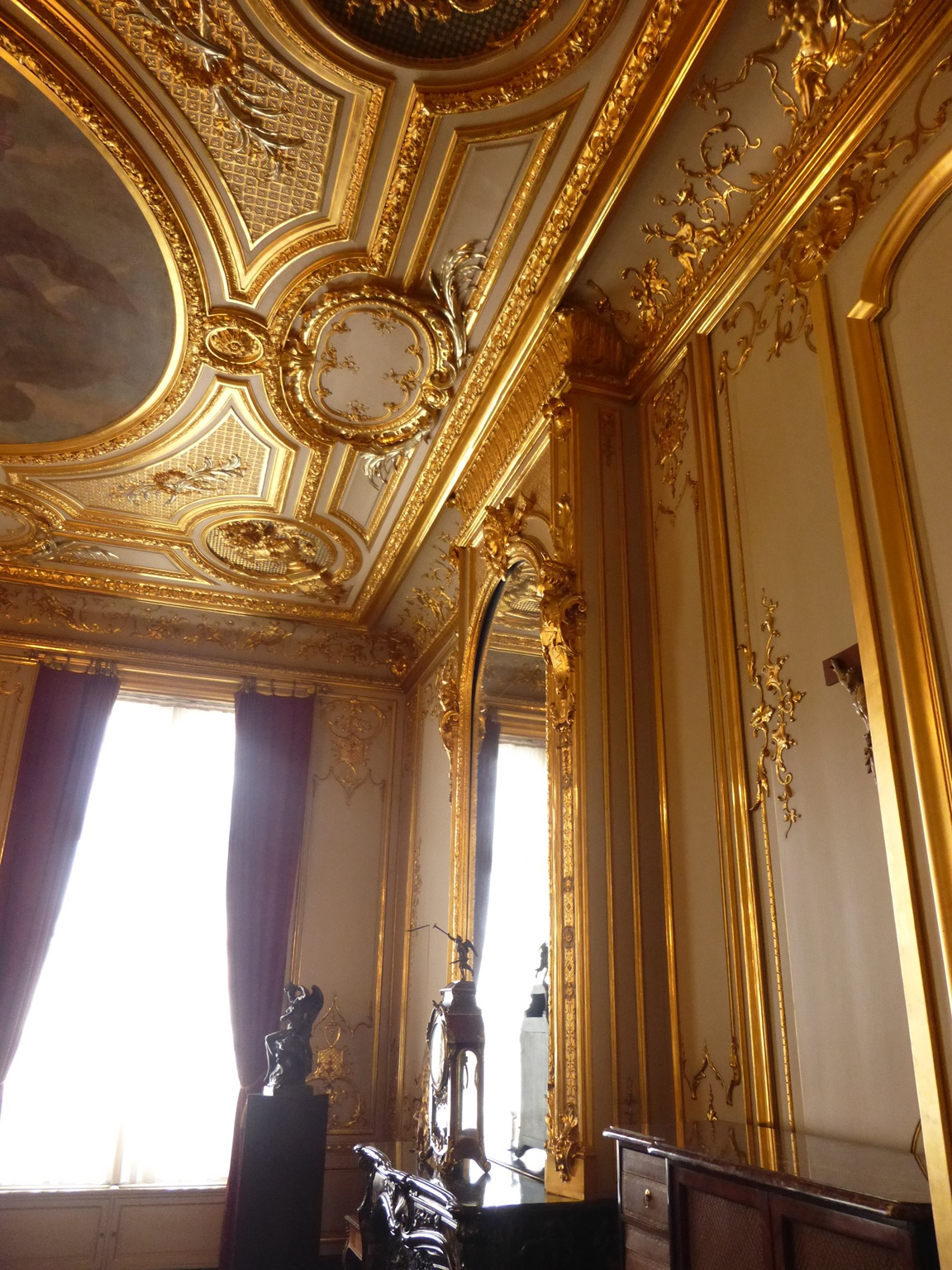
Interieur van het Gouden Salon

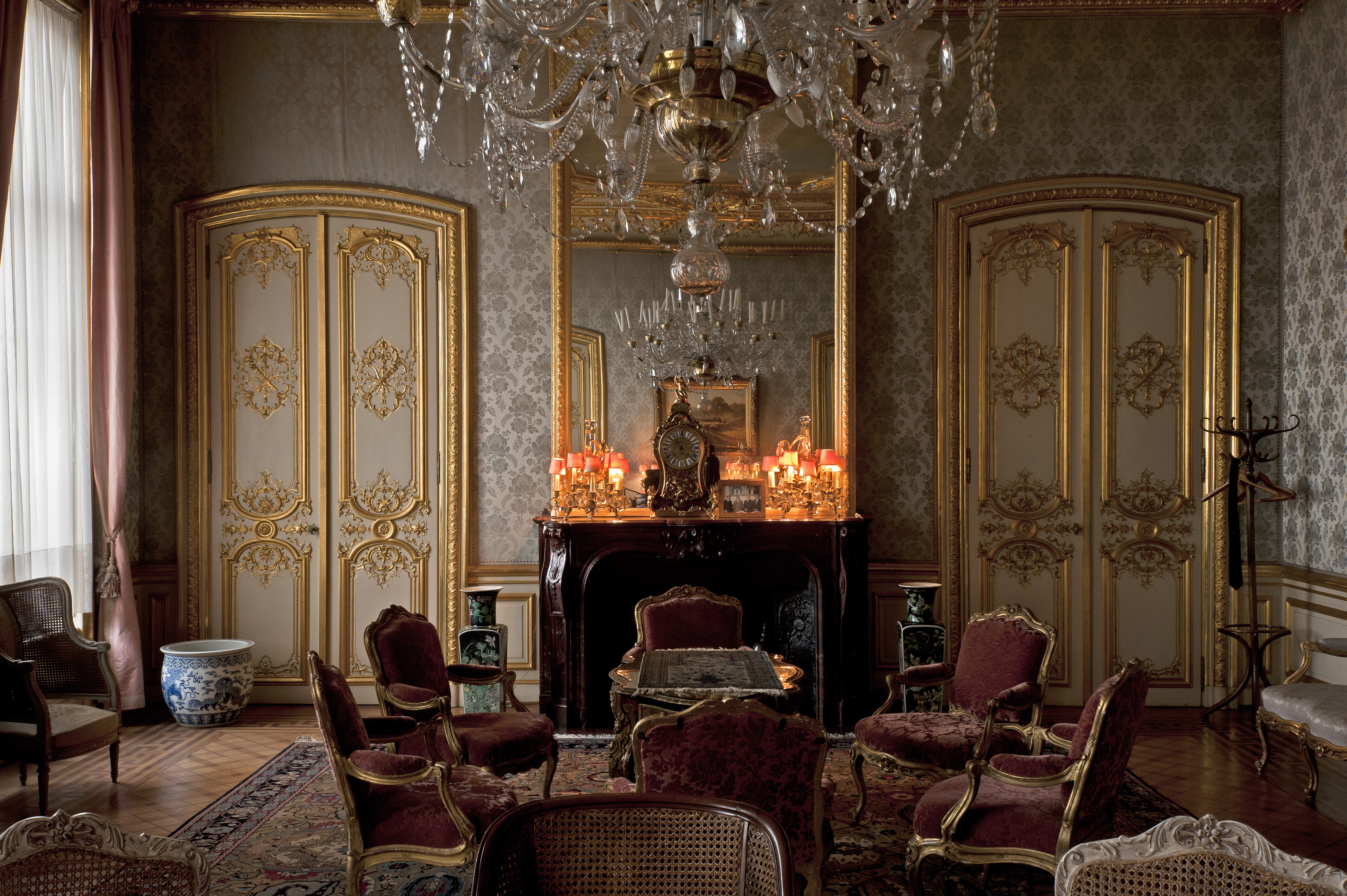
Salon in Régence stijl

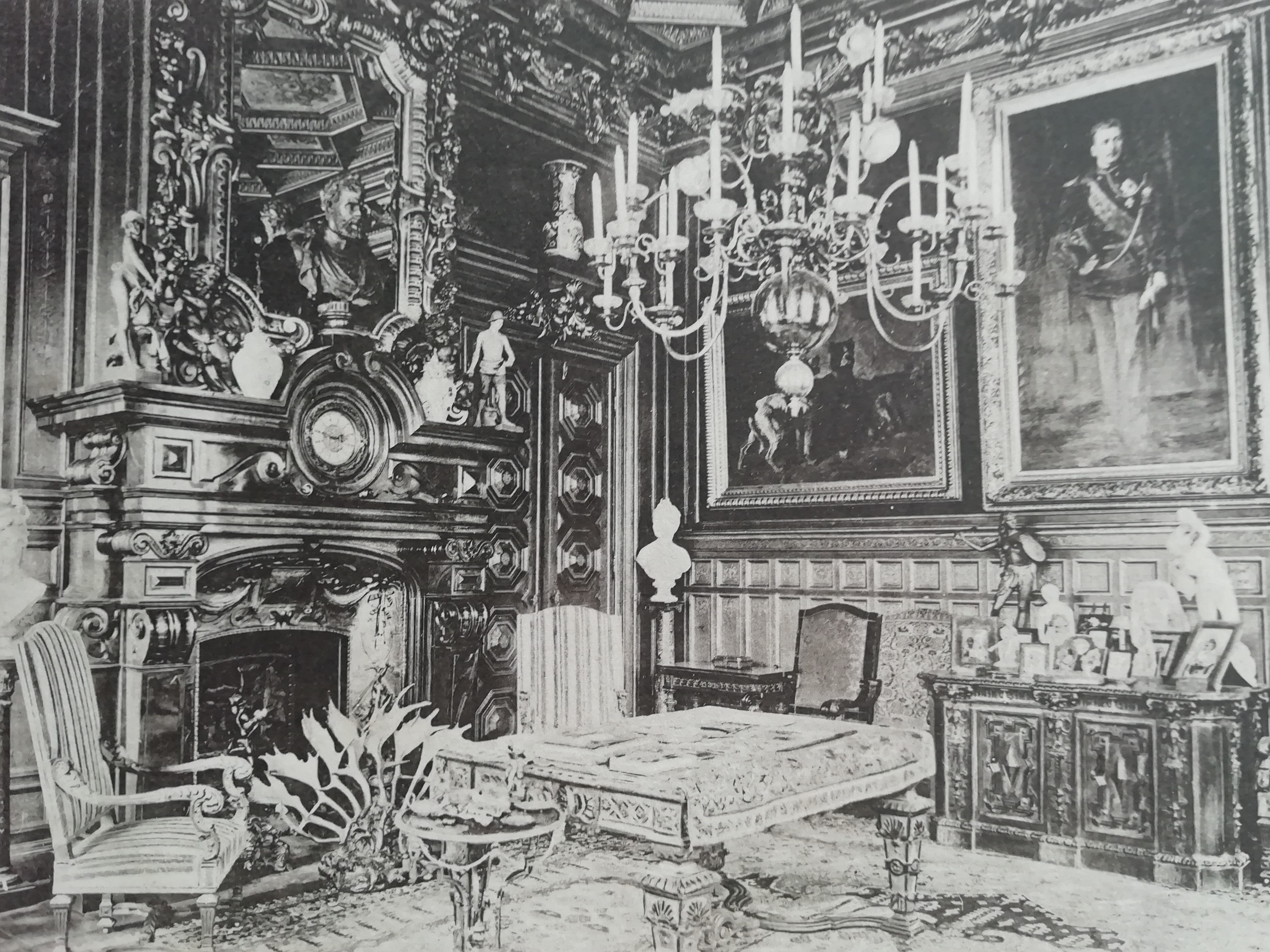
Het rooksalon, met een groot portret van Prins Boudewijn

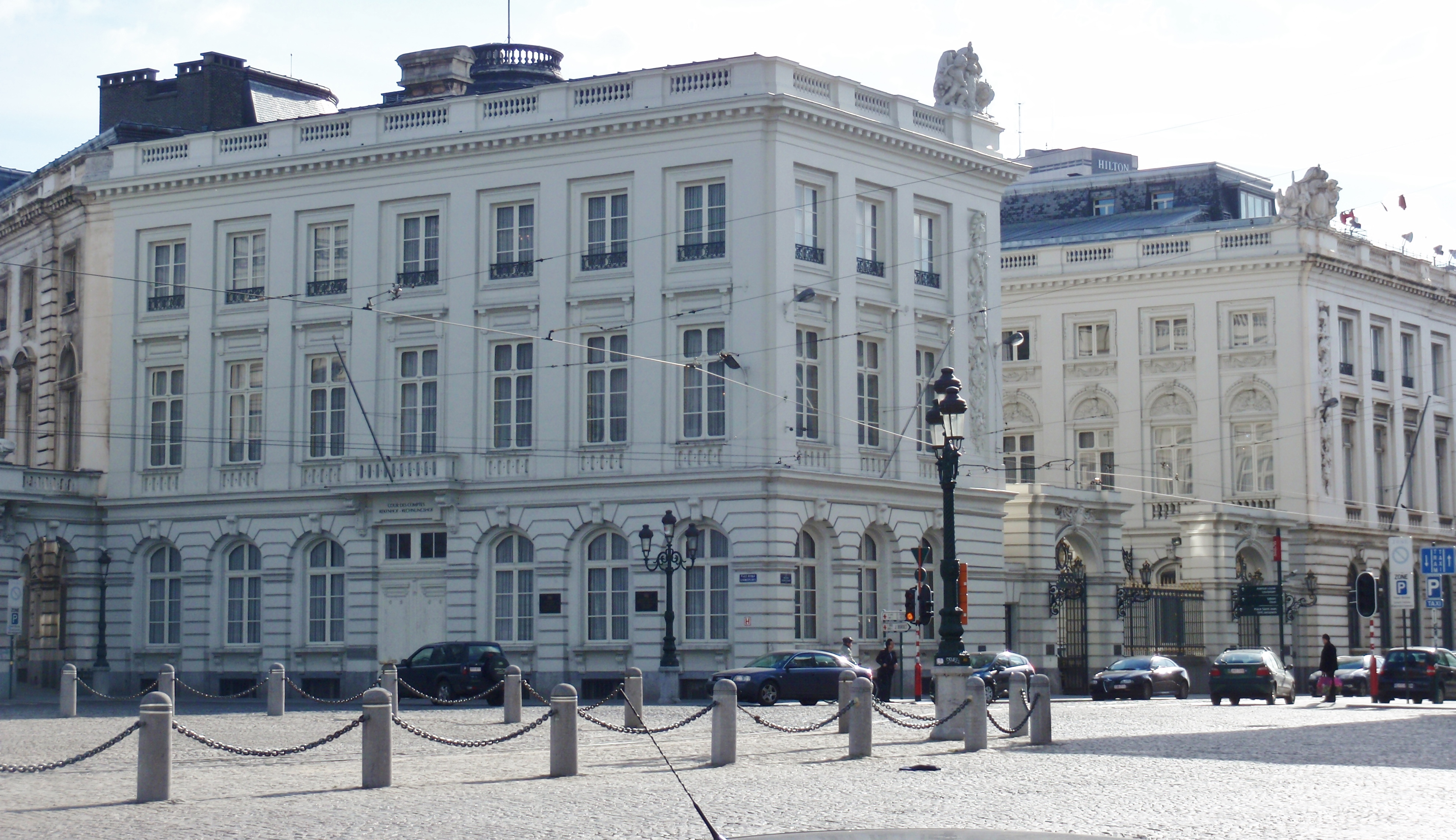
Zicht op het paleis vanaf het Koningsplein met eerst het 18e-eeuwse Hôtel de Templeuve en verderop in de straat de 19e-eeuwse uitbreiding

Het Paleis van de graaf van Vlaanderen is een voormalige Belgische koninklijke residentie, uitgevoerd in neoklassieke en neobaroke stijl. De hoofdingang bevind zich aan de Regentschapsstraat in Brussel. Sinds 1984 is het de zetel van het Rekenhof. De gevels werden in 1951 beschermd en delen van het interieur in 1993.

## Beschrijving
Het in verschillende fasen gebouwde paleis neemt het bouwblok in tussen het Koningsplein, de Naamsestraat, de Bodenbroekstraat en de Regentschapsstraat.
Aan het Koningsplein ligt het 18e-eeuwse Hôtel de Templeuve van Barnabé Guimard. Langs de Regentschapsstraat ligt de uitbreiding van Gustave Saintenoy en Clément Parent, die zich naadloos integreert in de sobere straatgevels van Guimard, maar toch een eigen karakter heeft. Het leien mansardedak, de centrale rotonde met koepel, de uitbuigende hoektraveeën en de rondbogige vensters zijn neobarok van inspiratie. Tot de gevelsculpturen behoren beeldengroepen van de Belgische leeuw door E. Lefever en het blazoen van de Hohenzollern door Jean-Baptiste Van Heffen.
Vooral het interieur is rijkelijk versierd, met veel marmer, verguld stucwerk en allegorische plafondschilderingen van Xavier Mellery (1870) en Charles Verlat (1874). Het plafond van het Groene Salon is beschilderd met een Venetiaans tafereel toegeschreven aan Giambattista Tiepolo. Overal ziet men het monogram PM, van prins Philippe en zijn vrouw Maria van Hohenzollern-Sigmaringen.

## Geschiedenis
Het gebouw gaat terug op het Hof van Aarschot, in 1688 aangekocht door Louis Alexander Scockaert, graaf van Tirimont en Welden. Zijn kleindochter Brigitta Josepha Scockaert, madame de Templeuve (1713-1796) was eigenares toen beslist werd tot de aanleg van het Koningsplein. Alle gebouwen rond dit plein werden in een uniforme, neoklassieke stijl herbouwd door Barnabé Guimard. Het Hôtel de Templeuve, gebouwd in 1776-1781, was een hoekpand met voorgevel aan het Koningsplein en drie traveeën aan de kant van de Passage des Colonnes (afgebroken bij de aanleg van de Regentschapsstraat). De tuinen en paardenstallen lagen aan de kant van de Naamsestraat.
Na de dood Brigitta erfde haar jongere zus Henriette, die het hotel betrok met haar echtgenoot Paul Arconati-Visconti, burgemeester van Brussel. Joseph Arconati verkocht het hotel in 1834 aan de stad Brussel, die er diverse bestemmingen aan gaf. In de jaren 1834-1839 was het ministerie van Oorlog er gevestigd, vervolgens woonde Charles-Ghislain Vilain XIIII er en in 1861-1866 vond het athenaeum van Brussel er onderdak. 
Het gebouw werd in 1865 aangekocht door prins Filips van België, die de titel graaf van Vlaanderen voerde. Vandaar ging men spreken over het Hof van Vlaanderen of het Paleis van de graaf van Vlaanderen. Hij liet twee nieuwe vleugels aanbouwen door de architecten Gustave Saintenoy en Clément Parent. Hun ontwerp in een eclectische stijl met neobarok accent, voorzag langs de Regentschapsstraat een U-vormig gebouw rond een staatsieplein. Filips nam er zijn intrek in 1868 en zeven jaar nadien werd de latere koning Albert er geboren. In 1873 en 1884 liet Filips verdere uitbreidingen uitvoeren langs de Regentschapsstraat op plannen van Saintenoy. 
Na de dood van de gravin van Vlaanderen stond het paleis leeg. Koning Albert verkocht het in 1920 aan de Bank van Brussel. Deze kocht in 1924 nog panden bij langs de Naamsestraat en in 1928 langs de Arsenaalstraat (vroegere Blindenberg), die werd opgeslokt. De tweede uitbreiding van Saintenoy werd vervangen door een kantoorconstructie van R. Théry. In 1947-1952 volgde nog een uitbreiding en in 1957-1959 een modernisering.
De Belgisch Staat verwierf het paleis in 1982 en bracht er het Rekenhof onder.